# Murina ryukyuana
Murina ryukyuana är en fladdermusart i familjen läderlappar som först beskrevs av Maeda och Matsumura 1998.
Artens holotyp hade en kroppslängd av 47 mm (huvud och bål), en svanslängd av 45 mm och en underarmlängd av 37 mm. Liksom hos andra medlemmar av samma släkte förekommer rörformiga näsborrar. Håren på ovansidan skiftar i olika nyanser av brun betraktad över hårens längd. Även håren på undersidan är brunaktiga med mörka hårbottnar. Den del av flygmembranen som ligger mellan bakbenen är på ovansidan täckt av päls och på undersidan täckt av några glest fördelade hår.
Arten förekommer endemisk på de japanska Ryukyuöarna. Den vistas där i ursprungliga skogar och vilar i trädens håligheter.
Denna fladdermus hotas av skogsavverkningar. På grund av att beståndet minskar listas Murina ryukyuana av IUCN och av japanska myndigheter som starkt hotad (EN).